# Rubén Albés
Rubén Albés Yáñez (Vigo, 24 febbraio 1985) è un allenatore di calcio spagnolo, tecnico dello Sporting Gijón.